# Мігель Алькуб'єрре
Мігель Алькуб'єрре Мойя (ісп. Miguel Alcubierre Moya; нар. 1964) — мексиканський фізик-теоретик.

## Біографія
Вивчав фізику на факультеті природничих наук Національного автономного університету Мексики (НАУМ). Переїхав в Уельс в 1990 р., щоб вчитися в університеті Кардіффа, де захистив докторську дисертацію з чисельним рішенням рівнянь загальної теорії відносності в 1994 році.
З 1996 року працював в Інституті гравітаційної фізики Товариства Макса Планка в Потсдамі, де розробляв нові математичні методи для опису фізики чорних дір. З 2002 року працює в Інституті ядерних досліджень НАУМ, де він координує дослідження з чисельним рішенням рівнянь теорії відносності, — використання величезних обчислювальних потужностей комп'ютерів («мейнфреймів») для постановки і розв'язування фізичних рівнянь, сформульованих Альбертом Ейнштейном.

## Наукова діяльність
Алькуб'єрре більш за все відомий тим, що розробив математичну модель, яка дозволяє подорожувати швидше світла, не порушуючи фізичного принципу Ейнштейна.
За словами Алькуб'єрре, ідея прийшла йому, коли він дивився серіал Star Trek. Ця математична модель гіпер-релятивистського локально-динамічного простору, також відома під назвою — Бульбашка Алькуб'єрре, взаємопов'язана з метричним тензором кривини ОТО (Warp Drive).

## Кар'єра
11 червня 2012 року доктор Мігель Алькуб'єрре Мойя був призначений директором Інституту ядерних досліджень НАУМ.

## Цікаві факти
У 2012 році NASA — в особі Гарольда Вайта і його колег — заявило про підготовку експериментальної перевірки теорії д. Алькуб'єрре про можливість рухатися швидше швидкості світла і про «розробку двигуна деформації простору, здатного переміщати об'єкти швидше швидкості світла».